# Mario Bazina
Mario Bazina (* 8. September 1975 in Široki Brijeg, SFR Jugoslawien, heute Bosnien-Herzegowina) ist ein ehemaliger kroatischer Fußballspieler. Nach acht Jahren Tätigkeit in Österreich kehrte Bazina 2009 in seine Heimat zurück und unterschrieb einen Vertrag bei NK Široki Brijeg.

## Karriere
Seine fußballerische Laufbahn begann Bazina in der Jugendmannschaften von Velez Mostar, Hajduk Split und Hrvatski Dragovoljac, bei welchen er später bei den Profis auflaufen durfte. Später folgte der Transfer zu Dinamo Zagreb. Im Sommer 2001 wechselte er zusammen mit Mario Tokić in die österreichische Fußball-Bundesliga zum Grazer AK, wo er am 25. Juli 2001 – beim 3:0-Heimsieg gegen Admira Wacker – sein Pflichtspieldebüt gab. Bazina wurde zu einem der wichtigsten Spieler des Grazer AK und gewann mit dem Klub 2004 den Meistertitel sowie 2002 und 2004 den ÖFB-Cup. Beim GAK erzielte er in 131 nationalen Spielen 33 Treffer, in europäischen Bewerben schoss er in 30 Spielen zehn Tore. Im Herbst 2005 wurde er zum Fußballer des Jahres 2005 in Österreich gewählt.
Im Jänner 2006 wechselte der offensive Mittelfeldspieler zum österreichischen Rekordmeister SK Rapid Wien, dort spielte er bis Sommer 2008 und konnte in seiner letzten Saison in Grün-Weiß den Titel erringen. Für die Saison 08/09 unterschrieb Bazina einen Einjahresvertrag bei FK Austria Wien, wo er Pokalsieger in Österreich wurde. Obwohl er Angebote des Kapfenberger SV und des Grazer AK hatte, kehrte Bazina nach nur einem Jahr bei Austria Wien in sein Geburtsland zurück und unterschrieb für die Saison 2009/10 beim NK Široki Brijeg als Sportdirektor, wo er als Kind seine ersten Kontakte mit dem Fußball hatte.
Er absolvierte ein Länderspiel für Kroatien, am 21. August 2002 beim 1:1 gegen Wales.
Der gelernte Elektrotechniker ist verheiratet und hat zwei Söhne.
Bazinas Stärken liegen in seiner Ballführung und seiner Technik. Dadurch kommt auch sein Spitzname „Zaubermaus“.

## Erfolge
- 1 × Kroatischer Meister: 1999
- 1 × Kroatischer Cupsieger: 2000
- 1 × Bester Spieler der Saison (Kroatien): 1999
- 1 × Supercup-Sieger: 2002
- 2 × Österreichischer Meister: 2004, 2008
- 3 × Österreichischer Cupsieger: 2002, 2004, 2009
- Österreichs Fußballer des Jahres 2005